# Talitrus gulliveri
Talitrus gulliveri is een vlokreeftensoort uit de familie van de Talitridae. De wetenschappelijke naam van de soort is voor het eerst geldig gepubliceerd in 1875 door Miers.